# Fredric von Rettig
Pehr Fredric von Rettig, född 1843 i Gävle, död 1914 i Åbo, var en finländsk fabrikör, stadsfullmäktig och gynnare av kulturen i Åbo.

## Biografi
Fredric von Rettig var son till Robert Rettig och sonson till Pehr Christian Rettig. 
Fredric von Rettig var Åbo stadsbiblioteks viktigaste mecenat både ekonomiskt och på andra sätt. Då han var ordförande i direktionen för stads- och folkbiblioteket 1903 möjliggjorde han genom en stor donation uppförandet av det nya stadsbiblioteket, som numera rymmer bibliotekets avdelning för skönlitteratur. Efter uppförandet av huset sammanslogs de båda biblioteken 1912. Han donerade också 10 000 böcker, en betydande konstsamling och en stor summa pengar för anskaffning av litteratur. 1896 hade han finansierat kopierandet av för Åbo centrala dokument i Sveriges riksarkiv.
von Rettig var också stadsfullmäktig 1875–1892, ordförande och kassör i styrelsen för Åbo stads historiska museum från grundandet 1891 och för Sällskapet för utgivande av bidrag till Åbo stads historia 1885 samt kassör i Folkupplysningssällskapets Åbofilial 1875.
Som fabrikör var von Rettig ägare till P.C. Rettig & Co i Åbo från 1871 (delägare från 1867), för vilken han byggde Rettigska fabriken, en byggnad som senare kommit att användas av Yrkeshögskolan Novia i Åbo. År 1897 grundade han rederiet Ångfartygs AB Bore. Bolagen finns kvar i form av Rettig Group. Rettig var också ägare till Radelma gård i Pikis. Han blev kommerseråd 1883 och adlades och introducerades på Finlands riddarhus 1898. Han blev 1887 utländsk ledamot av svenska Lantbruksakademien.
Han gifte sig 1865 och fick sex barn, däribland Henning von Rettig. Rettigs grav finns på Gamla begravningsplatsen i Åbo. Sonsonen Hans von Rettig uppförde Rettigska palatset. En sonsons son är regissören Claes von Rettig.

## Utmärkelser
- Riddare av Vasaorden,  1884[7]
- Riddare av Nordstjärneorden,  1908[7]

[Redigera Wikidata]